# Feredoksinski sklop
U proteinskoj strukturi, feredoksinski sklop je često α+β proteinsko savijanje sa prepoznatljivom βαββαβ sekondarnom strukturom duž proteinske osnove. Strukturno se feredoksinsko savijanje može smatrati dugom, simetričnom ukosnicom koja je savijena, tako da se njena dva terminalna β-lanca vodonično vezuju za dva centralna β-lanca, formirajući četvorolančanu, antiparalelnu β-ravan pokrivenu sa jedne strane sa dva α-heliksa.